# Respondeat Superior
Respondeat Superior (lat.: ‚es soll der Vorgesetzte antworten‘) bezeichnet im Recht Englands und Wales’ ein im 17. Jahrhundert entstandenes Rechtsinstitut, bei dem ein master oder employer (etwa ‚Dienstherr‘) für torts (etwa ‚Delikte‘) seiner Leute (servants und employees) haftet. Es ist den verschiedenen Arten der Gehilfenhaftung des deutschen Rechtskreises ähnlich.